# Estat de Goiás
Goiás és un estat del Brasil situat a l'est de la regió Centre-Oest. Limita al nord amb Tocantins, a l'est amb Bahia, a l'est i sud-est amb Minas Gerais al sud-oest amb Mato Grosso do Sul i a l'oest amb Mato Grosso. A l'est de l'estat hi ha enclavat el Districte Federal. Té una superfície de 341.289,5 km².
La capital és Goiânia. Altres ciutats importants són: Trindade, Anápolis, Rio Verde, Catalão i Luziânia. Goiás integra l'Altiplà Central del Brasil, sent constituït per terres planes l'altura de les quals varia entre 200 i 800 metres. Paranaíba, Aporé, Araguaia, São Marcos, Corumbá, Claro, Paraná i Maranhão són els rius principals.

## Història
Els orígens de Goiàs com a unitat administrativa es remunten al 1744 quan es va establir la capitania de Goiás. Aquesta regió havia vist un poblament colonial sobtat a causa de la descoberta d'or i diamants.
Amb l'arribada de la República, es va creure necessari recuperar l'antiga idea d'establir una nova capital a l'interior del Brasil, que permetria distanciar-se de Rio de Janeiro, el centre econòmic i polític del país i massa lligat a la monarquia (des de que va ser nomenada capital de la colònia, passant per l'arribada dels Bragança el 1808 i posteriorment com a capital de l'Imperi). Goiás fou triat per hostatjar la futura Brasília, però malgrat la decisió va quedar registrada en la Constitució brasilera de 1891, va restar aparcada durant dècades. En la dècada del 1950, el president Juscelino Kubitschek va posar en marxa el projecte. Aquesta capital de nova planta, obra dels arquitectes Oscar Niemeyer i Lúcio Costa, fou inaugurada i declarada capital el 1960. Brasília és un districte federal, per tant no forma part de l'estat de Goiás tot i que l'encercla per complet. Amb tot, la construcció de la nova capital va portar a un increment notable de la població de l'estat.
Durant els esdeveniments de la protesta de la «Passeata dos Cem Mil» contra la dictadura militar, el 1968, es produí una massacre d'estudiants a Goiás.
El 1988 part de Goiás fou escindit per crear el nou estat de Tocantins.